# منضحة استنساخ
الاستنضاح (بالإنجليزية: Hectography)‏ هو عملية طباعة تتضمن نقل نسخة أصلية محضرة بأحبار خاصة إلى طبقة أو وسادة من الجيلاتين مثبتة بإحكام على إطار معدني، منضحة الاستنساخ أو المِنْضَحَة أو مطبعة بَلُوزَة (بالإنجليزية: Hectograph)‏ هي آلة طباعة تستخدم هذه العملية.
على الرغم من أن الاستخدام الأصلي لهذه التكنولوجيا قد انخفض، إلا أنه قد انتعش مؤخرًا لاستخدامه في عالم الفن. طورت عملية الطباعة باستخدام الجيلاتين وأصبحت عملية ويمكن لأي شخص استخدامها.

## طريقة الطباعة
استخدمت أصباغ الأنيلين الخاصة بصنع الصورة الرئيسية في الحبر أو الأقلام وأقلام الرصاص وورق الكربون وشريط الآلة الكاتبة. لا تزال أقلام الهيكتوغراف موجودة. اكتشفت أحبار أخرى متنوعة قابلة للاستخدام بدرجات مختلفة في عملية الطباعة، وقد استُخدم الناسخ الكحولي في عملية الطباعة. وعلى عكس الناسخ الكحولي فإن الهيكتوغراف لا ينتج صورة طبق الأصل. وعند استخدام الناسخ الكحولي مع الهيكتوغراف يكتب الشخص على الجزء الخلفي من الورقة الحمراء، وتستخدم مثل ورقة الكربون لطبع صورة على ورقة بيضاء بدلًا من الكتابة على مقدمة الورقة البيضاء لإنتاج صورة مطبوعة.
توضع النسخة الأصلية على الجيلاتين ويستخدم الناسخ الكحولي لنقل الحبر من النسخة الأصلية إلى الجيلاتين. وبعد نقل الصورة إلى سطح الجيلاتين المحبر تصنع نسخ عن طريق الضغط على الورق.
عندما تصبح الناسخة غير فعالة يمكن غمر الجيلاتين بالكحول لإزالة الحبر وتترك الوسادة نظيفة لطبع نسخ أصلية أخرى.

## المزايا
تعتبر طباعة الهيكتوغراف طريقة تتطلب تكنولوجيا سهلة وتترك آثار قليلة وهي مفيدة في كل من البيئات التي لا تمتلك تكنولوجيا متقدمة وفي الظروف السرية التي تتطلب الحذر. وفرت هذه الطريقة في أوائل القرن العشرين مجموعات أوراق اختبار الفصول المدرسية، والنشرات الإخبارية للكنيسة، ومجلات الخيال العلمي.
استخدم الحزب الشيوعي الصيني في منطقة جيانغسو – آنهوي الحدودية الطوابع البريدية في نوفمبر 1948، والتي أنتجت بواسطة أوراق مكونة من 35 طابع، 13 طابع بقيمة 50 دولارًا و6 طوابع بقيمة 100 دولارًا و12 طابع بقيمة 200 دولارًا وطابعين بقيمة 300 دولارًا وطابعين بقيمة 500 دولارًا.

## الاستخدامات الحالية
أصبحت طباعة الهيكتوغراف قديمة جدًا للطباعة على الورق لكنها لا تزال تستخدم لطباعة الوشم المؤقت على الجلد البشري. يستخدم فنانو الوشم أقلام الهيكتوغراف لرسم الصور على الورق ثم نسخها إلى جسد الشخص.
وتستخدم هذه الطريقة لإنشاء لوحات طلاء أكريليك مميزة. سوق جون بيس ولو آن غليسون لطباعة الجيلاتين. تتوفر طريق ووصفات على الويب لإنشاء لوحة مطبوعة من مواد منزلية متوفرة.
تعتبر تقنية الطباعة الأساسية غير معقدة. إذ ينتشر الطلاء فوق اللوحة باستخدام أداة الرش ثم توضع ورقة على الطلاء، ثم يفرك الجزء الخلفي من الورقة لفترة ثم يسحب الورق ويلتصق الطلاء الرطب بالورقة. تعود الخصائص الجذابة للمطبوعات إلى الأشكال الموجودة في الطلاء قبل وضع الورقة على اللوحة.
المواد الأساسية المستخدمة للطباعة متنوعة: يمكن استخدام أي ورقة. قماش أو صفائح بلاستيكية أو أسيتات، وأنواع مختلفة من الأشرطة أو الكرتون أو الألواح الخشبية أو الصفائح المعدنية، أي يمكن استخدام أي شيء تقريبًا في الطباعة. ويمكن استخدام المطبوعات في العديد من التطبيقات الفنية المختلفة.